# Robert Elmgren
Robert Elias Elmgren, född 6 januari 1872 i Helsingfors, död där 17 juli 1942, var en finländsk läkare. Han var son till Sven Gabriel Elmgren och far till Tuomi Elmgren-Heinonen. 
Elmgren blev medicine och kirurgie doktor 1903 och var överläkare vid Halila sanatorium vid Nykyrka i Karelen 1920–1939. Han var den förste som i Finland använde respirator vid vård av lungtuberkulos. Han var även känd som musiker och musikkritiker.